# Карманов, Иван Петрович
Иван Петрович Карманов (28 марта 1892, с. Трескино, Саратовская губерния — октябрь 1941 года, пропал без вести на Западном фронте) — советский военачальник, генерал-майор (1940 год).

## Биография
Иван Петрович Карманов родился 28 марта 1892 года в селе Трескино (ныне — Колышлейского района Пензенской области).

### Первая мировая и гражданская войны
В июне 1913 года был призван в ряды Русской императорской армии и направлен в Алексеевское военное училище, после окончания которого был направлен в 216-й запасной пехотный полк, дислоцированный в городе Козлов, где служил на должностях командира роты и командира батальона. В марте 1917 года был направлен в 502-й пехотный Чистопольский полк, который принимал участие в боевых действиях на Юго-Западном фронте, в составе полка служил на должностях командира роты и командира батальона.
С декабря 1917 года находился на лечении в военном госпитале в городе Козлов. В марте 1918 года в чине подпоручика был уволен из рядов армии.
В декабре 1918 года был призван в ряды РККА и назначен на должность делопроизводителя общего отдела штаба Южного фронта, в октябре 1919 года — на должность помощника командира 1-го советского Козловского стрелкового полка (Тамбовский укреплённый район), затем — на должность помощника командира 1-го стрелкового ударного полка (отдельная образцовая бригада), в декабре 1919 года — на должность помощника командира, затем — на должность командира 3-го стрелкового ударного полка, в августе 1920 года — на должность помощника командира 12-го стрелкового полка, а в октябре — на должность старшего помощника начальника штаба 1-й отдельной образцовой бригады. Принимал участие в боевых действиях против войск под командованием генералов А. И. Деникина, С. Г. Улагая и П. Н. Врангеля, а также вооруженных формирований под командованием Н. И. Махно.

### Межвоенное время
В декабре 1920 года был направлен во 2-ю Донскую дивизию, где был назначен на должность начальника штаба тыла дивизии, в феврале 1921 года — на должность командира 14-го стрелкового полка, а в сентябре — на должность начальника дивизионной школы. В ноябре того же года был направлен на учёбу в Высшую тактико-стрелковую школу, после окончания которой в июне 1922 года был направлен в 25-й Черкасский стрелковый полк (9-я Донская стрелковая дивизия), где служил на должностях командира батальона и помощника командира полка.
В январе 1926 года был назначен на должность командира 5-го Кавказского стрелкового полка (2-я Кавказская стрелковая дивизия, Отдельная Кавказская армия), после чего принимал участие в боевых действиях по разоружению бандформирований на территории Дагестана в районе Меджелуса.
В ноябре 1929 года Карманов был повторно направлен на учёбу на Стрелково-тактические курсы «Выстрел», однако в апреле 1930 года досрочно отозван в полк, после чего принимал участие в боевых действиях против бандформирований на территории Нагорного Карабаха. В 1931 году Карманов был награждён орденом Трудового Красного Знамени Азербайджанской ССР.
В апреле 1933 года был назначен на должность помощника командира 99-й стрелковой дивизии, в сентябре 1937 года — на должность командира 65-й стрелковой дивизии, а в августе 1939 года — на должность командира 62-го стрелкового корпуса.
В 1941 году окончил курсы усовершенствования высшего начальствующего состава при Академии Генштаба РККА.

### Великая Отечественная война
С началом войны 62-й корпус под командованием Карманова оборонялся в районе Полоцка, Уллы, в ходе немецкого наступления (Смоленское сражение (1941)) был окружён юго-западнее города Невель, однако сумел выйти из окружения. В конце июля в течение месяца занимал оборону юго-восточнее Великих Лук на рубеже: верхнее течение р. Ловать — Великие Луки — оз. Двинье.
В конце августа — сентябре корпус вёл оборонительные боевые действия на торопецком направлении, был повторно окружён, однако снова вышел из окружения в районе города Андреаполь. В октябре 1941 года генерал-майор Иван Петрович Карманов пропал без вести на Западном фронте (в Калининской области).

### Семья
Жена — Елизавета Андреевна Карманова.

## Воинские звания
- Полковник (26.11.1935)
- Комбриг (17.02.1938)
- Комдив (4.11.1939)
- Генерал-майор (4.06.1940)

## Награды
- Орден Красного Знамени (22.02.1938);
- Орден Отечественной войны 1-й степени (6.05.1965, посмертно);
- Орден Трудового Красного Знамени Азербайджанской ССР (1931);
- Юбилейная медаль «XX лет Рабоче-Крестьянской Красной Армии» (22.02.1938).